# Rogério de Patras
Rogério foi um arcebispo latino de Patras e governante da Baronia de Patras na Grécia franca de 1337 até 1347.

## Vida
Rogério sucedeu Guilherme Frangipani com a morte do último em 1337, nomeado a 20 de outubro. Recebeu a ordenação episcopal em Avinhão, em 29 de dezembro de 1337. Guilherme, um homem energético e capaz, fez a sé de Patras efetivamente independente do Principado da Acaia. Após sua morte, e até a chegada de Rogério da Itália, o bailio do principado, Bertrando de Les Baux, liderou cerco a Patras esperando reduzi-la à obediência. No evento, papa Benedito XII reagiu ao declarar a cidade "terra da Santa Igreja Romana" e colocou o principado sob interdição. A mãe e regente do príncipe, Catarina de Valois, chegou ao principado e confirmou a independência do arcebispo.
A independência foi utilizada por Rogério e seus sucessores, que dai em diante desempenhou um papel crucial nos feudos e conspirações internas do principado. Assim, enfrentando repetidamente a inabilidade manifesta dos príncipes angevinos de Nápoles para defender os interesses da Acaia, em 1341 Rogério participou com outros magnatas acaios numa conspiração para oferecer o controle do principado a João Cantacuzeno, o regente bizantino; estes planos foram frustrados pela eclosão da guerra civil bizantina. Alguns anos mais tarde, em outubro de 1344, no Concílio de Roviata, Rogério chefiou outro grupo de barões poderosos que requeriam de Jaime III de Maiorca, um descendente da família de Vilearduin que fundou o Principado da Acaia, o controle do governo. Esse apelo levou a nada, pois Jaime estava envolvido nas guerras contra os aragoneses e foi morto em 1349.